# Michael Hill (Tennisspieler)
Michael Hill (* 30. Juni 1974 in Sydney) ist ein ehemaliger australischer Tennisspieler.
Der Doppelspezialist konnte in seiner Karriere drei Titel in Doppelkonkurrenzen erringen sowie weitere sechsmal das jeweilige Finale auf der ATP Tour erreichen.
Seine höchste Einzelplatzierung in der Weltrangliste war ein 168. Rang im Juli 1999, während er im Doppel im Juli 2001 mit Platz 18 in die Top 20 vorstoßen konnte.
Er beendete seine Karriere im Anschluss an die Australian Open 2005.

## Erfolge
| Legende (Anzahl der Siege)        |
| Grand Slam (0)                    |
| Tennis Masters Cup (0)            |
| ATP Masters Series (0)            |
| ATP International Series Gold (1) |
| ATP International Series (2)      |

| Titel nach Belag |
| Hartplatz (1)    |
| Sand (2)         |
| Rasen (0)        |
| Teppich (0)      |

### Doppel

#### Turniersiege
| Nr. | Datum             | Turnier    | Belag         | Partner      | Finalgegner                   | Ergebnis |
| --- | ----------------- | ---------- | ------------- | ------------ | ----------------------------- | -------- |
| 1.  | 20. November 2000 | Brighton   | Hartplatz (i) | Jeff Tarango | Paul Goldstein Jim Thomas     | 6:3, 7:5 |
| 2.  | 9. April 2001     | Casablanca | Sand          | Jeff Tarango | Pablo Albano David Macpherson | 7:6, 6:3 |
| 3.  | 22. April 2002    | Barcelona  | Sand          | Daniel Vacek | Lucas Arnold Ker Gastón Etlis | 6:4, 6:4 |

#### Finalteilnahmen
| Nr. | Datum            | Turnier    | Belag     | Partner      | Finalgegner                      | Ergebnis         |
| --- | ---------------- | ---------- | --------- | ------------ | -------------------------------- | ---------------- |
| 1.  | 9. Oktober 2000  | Tokio      | Hartplatz | Jeff Tarango | Mahesh Bhupathi Leander Paes     | 4:6, 7:6(1), 3:6 |
| 2.  | 12. Februar 2001 | Marseille  | Sand      | Jeff Tarango | Boutter Fabrice Santoro          | 67:7, 5:7        |
| 3.  | 9. Juli 2001     | Gstaad     | Sand      | Jeff Tarango | Roger Federer Marat Safin        | 1:0 ret.         |
| 4.  | 16. Juli 2001    | Stuttgart  | Sand      | Jeff Tarango | Guillermo Canas Rainer Schüttler | 6:4, 61:7, 4:6   |
| 5.  | 20. Mai 2002     | St. Pölten | Sand      | Mike Bryan   | Petr Pála David Rikl             | 5:7, 4:6         |
| 6.  | 8. Juli 2002     | Båstad     | Sand      | Paul Hanley  | Jonas Björkman Todd Woodbridge   | 6:7, 4:6         |